# Антонио Гомес Руфо
Антонио Гомес Руфо (на испански: Antonio Gómez Rufo) е испански журналист, сценарист и писател на произведения в жанра драма, съвременен роман, биография, детска литература и документалистика.

## Биография и творчество
Антонио Гомес Руфо е роден през 1954 г. Мадрид, Испания.
През 1977 г. завършва юридическия факултет на Мадридския университет Комплутенсе с бакалавърска степен право и магистърска степен по криминология. През 1979 г. работи за кратко като адвокат-стажант, като едновременно участва в дейности на политиката и културата. В периода 1979 – 1983 г. е съветник по културните въпроси на парламентарната група на Народната социалистическа партия и съветник в техническата служба на Генералната дирекция по кинематография.
През 1983 г. оглавява отдела по култура на градския съвет на Мадрид. В периода 1984 – 1987 г. управлява Културния център на Мадрид, днес театър „Фернан Гомез“ организирайки богата културна дейност и основавайки през 1985 г. ежегодния фестивал „Мадрид в танца“. От 1987 г. публикува разкази и статии в различни медии като „Ел Индепендиенте“, „Ел Сол“, „Ел Паис“ и „Ел Мундо“ и в информационните агенции, участва в колоквиуми, кръгли маси, семинари и конференции. От 1995 г. се посвещава изцяло на писателската си кариера.
Първата му документална книга „Marx“ е публикувана през 1980 г.
Първият му роман „El último goliardo“ (Последният голиардо) е издаден през 1984 г.
Пише в различни жанрове – съвременен роман, драма, биография, детска литература. Съавтор е на сценария за филма от 1999 г. „Париж Тамбукту“ с участието на Мишел Пиколи.
През 2005 г. Гомез печели наградата „Фернандо Лара“ за романа „El secreto del rey cautivo“. Удостоен е с отличието Рецар на литературния орден на Франсиско де Кеведо. Заместник-председател е на Асоциацията на испанските писатели.

## Произведения

### Самостоятелни романи
- El último goliardo (1984)
- Natalia (1988)
Наталия, изд. „Парадокс“ (1995), изд. „Испаника“ (2002), прев. Георги Анастасов
- El carnaval perpetuo (1992)
- Aguas tranquilas, aguas profundas (1992)
- Crónica de nadie (1992)
- El club de los Osos Traviesos (1993)
- La leyenda del falso traidor (1994)
- Un gato en el desván (1995)
- Las lágrimas de Henan (1996)
- Si tú supieras (1997)
Ако ти знаеше, изд. „Испаника“ (2000), прев. Георги Анастасов, Десислава Атанасова
- El desfile de la victoria (1999)
- El alma de los peces (2001)
- Los mares del miedo (2002)
Моретата на страха, изд.: ИК „Персей“, София (2007), прев. Боряна Овчарова
- Adiós a los hombres (2004)
- El secreto del rey cautivo (2005)
- El señor de Cheshire (2006)
- Balada triste en Madrid (2006)
- La noche del tamarindo (2008)
- El manantial de los silencios (2010)
- La abadía de los crímenes (2011)
- La más bella historia de amor de Paula Cortázar (2012)
- La camarera de Bach (2014)
- Nunca te fíes de un policía que suda (2015)
- Madrid (2016)

### Биографии
- Marx, el hombre y la Historia (1980)
- Berlanga, contra el poder y la gloria (1990)
- Berlanga: Confidencias de un cineasta (2000)

### Пиеси
- Adiós, princesa (1994)
- Intimísimas (2014)
- Muñecas de coral (2015)

### Екранизации
- 1997 Blasco Ibáñez – ТВ минисериал, 2 епизода
- 1999 París Tombuctú
- 2012 El aprovechamiento industrial de los cadáveres
- 2016 Intimísimas